# گچی بلاغی سفلی
گچی بلاغی سفلی یک روستا در ایران است که در دهستان ارشق مرکزی واقع شده‌است. گچی بلاغی سفلی ۸۴ نفر جمعیت دارد.